# Dolichovespula kuami
Dolichovespula kuami är en getingart som beskrevs av Kim 1996. Dolichovespula kuami ingår i släktet långkindade getingar, och familjen getingar. Inga underarter finns listade i Catalogue of Life.